# 松柏醛
松柏醛（英語：Coniferyl aldehyde）是一种有机化合物，化学式HO(CH3O)C6H3CH=CHCHO，属于肉桂醛的4-羟基，3-甲氧基衍生物，是植物合成木质素的前体物质。